# أيثامي أرتيليس أوليفا
أيثامي أرتيليس أوليفا (بالإسبانية: Aythami Artiles)‏ (مواليد 2 أبريل 1986 في أرغينيغين - إسبانيا) لاعب كرة قدم إسباني يلعب حاليا لصالح نادي الدرجة الأولى خيريث الإسباني منذ 2008 في مركز قلب الدفاع كما يجيد اللعب في مركز الوسط المدافع .

## روابط خارجية
- أيثامي أرتيليس أوليفا على موقع قاعدة بيانات كرة القدم.إي يو (الإنجليزية)
- أيثامي أرتيليس أوليفا على موقع Soccerbase.com (لاعب) (الإنجليزية)
- أيثامي أرتيليس أوليفا على موقع Soccerway.com (الإنجليزية)
- أيثامي أرتيليس أوليفا على موقع AS.com (الإسبانية)